# Бухолц-релеј
Бухолц-релеј је сигурносни уређај који се поставља на трансформаторе са уљем у спољашњем резервоару званом конзерватор.
Рад Бухолц-релеја се заснива на развијању гасова приликом појаве електричног лука насталог услед оштећења изолације намотаја или изолације између лимова. Бухолц-релеј се састоји из коморе са два пловка са контактима. Уграђује се у цев између кућишта трансформатора и конзерватора и у нормалном раду је испуњен уљем. Поклопац трансформатора је нагнут за око 2%, а цев која спаја кућиште и конзерватор је нагнута за око 10% тако да гасови лакше иду према Бухолц-релеју. Гасови на путу ка конзерватору долазе у Бухолц-релеј, постепено истискујући уље услед чега горњи пловак пада следећи ниво уља док не затвори контакт сигналног струјног круга. Тиме се погонско особље упозорава да у трансформатору постоји мањи квар. Потребна количина гасова за деловање релеја се креће од 100 {\displaystyle cm^{3}} до 280 {\displaystyle cm^{3}} у зависности од величине релеја. Ако у трансформатору наступи већи квар (кратак спој), настаје веома брзо струјање уља тако да ће доњи пловак који се налази на правцу струјања уља према конзерватору нагло пасти и затворити свој контакт, а тиме и окидни струјни круг, што ће довести до искључења трансформатора. 
Релеј се подешава да делује при брзини уља од 0,75 m/s до 1,6 m/s (мања брзина код релеја који се користе на трансформаторима мањих снага). Бухолц-релеј ће такође реаговати и приликом истакања уља из котла. 
Добра особина ове заштите је њено кумулативно дејство које може да открије мање кварове у трансформатору који могу трајати дуже време. Лоша страна је то што ће релеј реаговати када се при ниским температурама уље потпуно спусти у котао. Због тога је код ниских температура пожељно оставити трансформатор у празном ходу. При поновном укључењу мора се проверити ниво уља, јер у случају да нема довољно уља у конзерватору, горњи ниво уља опадне испод нивоа доњег пловка. Зато се такви трансформатори не могу укључити све док се доливањем уља не обезбеди довољан ниво уља.